# Associazione Sportiva Biellese 1961-1962
Questa voce raccoglie le informazioni riguardanti l'Associazione Sportiva Biellese nelle competizioni ufficiali della stagione 1961-1962.

## Rosa
| N. |                   | Ruolo | Calciatore        |
| -- | ----------------- | ----- | ----------------- |
|    | Italia (bandiera) | D     | Ubaldo Balbi      |
|    | Italia (bandiera) | C     | Mario Boccalatte  |
|    | Italia (bandiera) | C     | Renzo Brando      |
|    | Italia (bandiera) | C     | Luigi Burlone     |
|    | Italia (bandiera) | D     | Enzo Cugnolio     |
|    | Italia (bandiera) | P     | Luigi Ferrari     |
|    | Italia (bandiera) | D     | Giorgio Garagiola |
|    | Italia (bandiera) | P     | Roberto Gori      |
|    | Italia (bandiera) | D     | Italo Mancini     |
|    | Italia (bandiera) | A     | Silvano Magheri   |

| N. |                   | Ruolo | Calciatore          |
| -- | ----------------- | ----- | ------------------- |
|    | Italia (bandiera) | C     | Gualtiero Mosca     |
|    | Italia (bandiera) | A     | Ettore Ninni        |
|    | Italia (bandiera) | C     | Giampaolo Rebecchi  |
|    | Italia (bandiera) | D     | Giuseppe Sacchelli  |
|    | Italia (bandiera) | C     | Riccardo Sogliano   |
|    | Italia (bandiera) | C     | Francesco Stacchino |
|    | Italia (bandiera) | A     | Giuliano Turatti    |
|    | Italia (bandiera) | D     | Mario Villa         |
|    | Italia (bandiera) | A     | Romano Voltolina    |